# Бор (Устьянский район)
Бор — хутор в Устьянском районе Архангельской области.

## География
Находится в южной части Архангельской области на расстоянии приблизительно 39 км на северо-восток по прямой от административного центра района поселка Октябрьский на правобережье реки Устья.

## История
Отмечен был уже на карте 1984 года. До 2022 года входил в Березницкое сельское поселение до его упразднения.

## Население
Численность населения: 8 человек (русские 100 %) в 2002 году, 9 в 2010.